# Jules Wuyts
Julien (Jules) Wuyts (Brussel, 8 februari 1886 - onbekend) was een Belgische zwemmer. Zijn favoriete slag was vrije slag. Hij nam eenmaal deel aan de Olympische Spelen, maar kon daarbij niet de finale halen en behaalde één Belgische titel in het zwemmen.

## Loopbaan
Wuyts werd in 1912 gedeeld Belgisch kampioen op de 100 m vrije slag. Hij nam dat jaar op dat nummer deel aan de Olympische Spelen in Stockholm en werd met een vierde plaats in zijn reeks uitgeschakeld in de eerste ronde.

## Belgische kampioenschappen
Langebaan
| Onderdeel        | Jaar |
| ---------------- | ---- |
| 100 m vrije slag | 1912 |